# 上内山田駅
上内山田駅（かみうちやまだえき）は、かつて鹿児島県加世田市内山田（現・南さつま市加世田内山田）にあった鹿児島交通枕崎線（南薩鉄道）の駅（廃駅）である。

## 歴史
- 1931年（昭和6年）3月10日：枕崎線の枕崎延伸と同時に開業。
- 1984年（昭和59年）3月17日：同線廃線と共に廃止。

## 駅構造
地上駅であった。

## 廃止後の現状
国道270号跨線橋下にプラットホームが確認できる。跨線橋の欄干には「鹿児島交通線」の文字が確認できる。

## 隣の駅
鹿児島交通（南薩鉄道）
枕崎線
内山田駅 - 上内山田駅 - 干河駅